# Papa furax, le film
Pour les articles homonymes, voir Furax.
Papa furax, le film ou Su-Père Choqué, le film au Québec (Angry Dad: The Movie)  est le 14e épisode de la saison 22 de la série télévisée Les Simpson.

## Synopsis
Seul à la maison, Bart en profite pour passer la journée devant la télé. Mais après un épisode d’Itchy & Scratchy, l’idée saugrenue d’attacher son skateboard à une corde reliée au ventilateur du plafond lui traverse l’esprit. Quand le reste de la famille revient, c’est un vrai chaos : la maison est sens dessus dessous et les dégâts vont sans aucun doute leur coûter très cher. Mais, par pure coïncidence, un homme vient se présenter à leur porte pour proposer à Bart de faire de son vieux dessin animé, Papa furax, un long-métrage. Emballés par cette idée, Bart et Homer partent visiter le studio d’animation où le film sera produit, et là-bas, le comédien prêtant sa voix se l'ayant brisée à hurler qu'il n'avait pas été payé ne pouvant travailler sur la voix de Papa furax, les producteurs proposent à Homer de doubler son propre personnage. Bien évidemment, il accepte, mais ne s’y investit pas sérieusement… Lors de la projection du film, ce dernier n’est pas bien accueilli, notamment à cause de sa longueur. Mais en le réduisant en un court-métrage, c’est un réel succès, à tel point qu’il est nommé à de nombreuses et prestigieuses cérémonies. Cependant, c’est Homer qui s’approprie toutes les récompenses, volant ainsi tout le mérite de son fils…

## Audience américaines
6,4 millions de téléspectateurs.

## Célébrités
- Halle Berry (elle-même)
- Ricky Gervais (lui-même)
- Russell Brand (lui-même)
- Ridley Scott (lui-même)
- Randy Newman (lui-même)
- Lady Gaga (elle-même)
- Roman Polanski: Homer surnomme Bart, puis l'étrangle lorsque Marge lui révèle, en lui chuchotant dans l'oreille, la polémique concernant le cinéaste.
- Geena Davis
- Wes Anderson, Frank Tashlin, Tim Burton et Taylor Hackford: Lisa parle d'eux pour convaincre Bart de faire un grand court-métrage.
- Anthony Hopkins (lui-même)
- Elton John (lui-même)
- Rembrandt, annoncé par Lisa s'adressant à l'équipe du studio Mixar.
- Keith Urban et Helen Mirren, annoncées par Ricky Gervais.
- Walter Matthau, Little Richard et Snoopy (voix de Angry Dad)
- Jimmy Fallon
- The Bangles
- Dee Nasty (lui-même)
- Ben Stiller et Jack Black sont déguisés en Iron Man et en Hulk et se battent avec des sabres lasers Star Wars. Guillaume Lemay-Thivièrege et Antoine Bertrend dans la version québécoise.
- Nick Park (lui-même)
- Maurice LaMarche
- Thierry Beccaro
- Martin Scorsses
- Deborah Kerr
- André Bazin